# Panicum urvilleanum
Espèce
Panicum urvilleanum est une espèce de plantes monocotylédones de la famille des Poaceae, sous-famille des Panicoideae, originaire d'Amérique du Nord et d'Amérique du Sud.
Ce sont des plantes herbacées vivaces, aux rhizomes allongés, dont les tiges peuvent atteindre un mètre de haut. Les inflorescences sont des panicules ouvertes. Ces plantes poussent dans des terrains sableux, y compris dans les dunes des déserts de l'ouest du continent américain.

## Distribution et habitat
L'aire de répartition de Panicum urvilleanum s'étend d'une part dans l'ouest de l'Amérique du Nord, aux États-Unis (sud de la Californie, sud du Nevada,  Arizona), et dans le nord-ouest du Mexique, et d'autre part dans le Sud-Ouest de l'Amérique du Sud : Argentine (nord-est, nord-ouest et sud), Chili (centre et sud).
Cette espèce se rencontre dans les sols sablonneux et les dunes, en particulier dans les zones riveraines désertiques, généralement à des altitudes inférieures à 1200 mètres.

## Étymologie
L'épithète spécifique, « urvilleanum », est un hommage à Jules Dumont d'Urville (1870-1842), explorateur français qui commanda l'expédition de l'Astrolabe et de la Zélée autour du monde (1837-1840).

## Taxinomie

### Synonymes
Selon The Plant List (10 juin 2019) :
- Monachne urvilleana (Kunth) Herter
- Panicum megastachyum J.Presl
- Panicum patagonicum Hieron.
- Panicum reversipilum Steud.
- Panicum urvilleanum var. longiglume Scribn.

### Liste des variétés
Selon Tropicos (10 juin 2019) (Attention liste brute contenant possiblement des synonymes) :
- variété Panicum urvilleanum var. chloroleucum (Griseb.) Kuntze
- variété Panicum urvilleanum var. longiglume Scribn.
- variété Panicum urvilleanum var. versicolor Kuntze